# Luis Medina Cantalejo

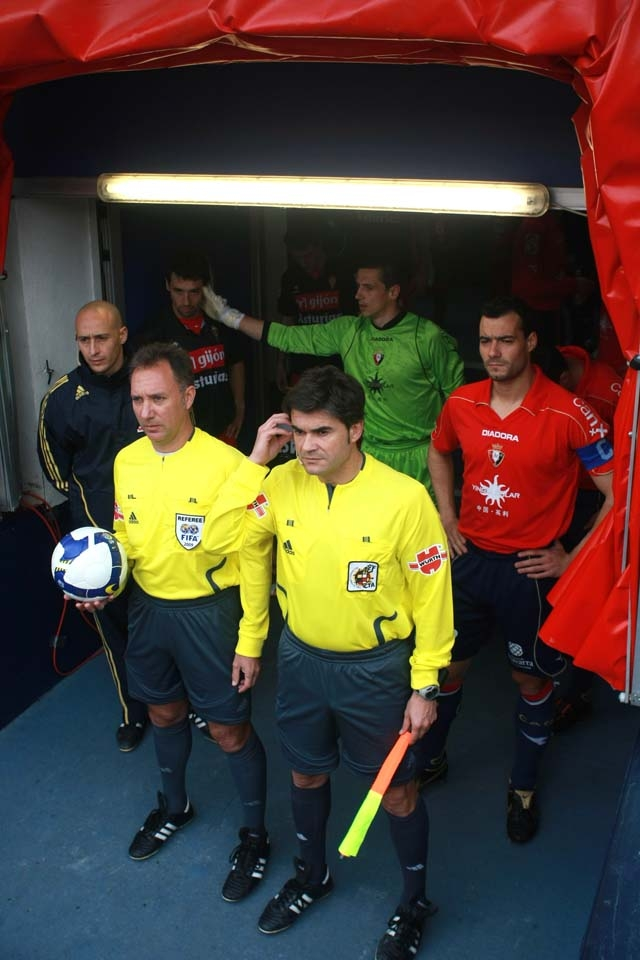
Luis Medina Cantalejo (links)

Luis Medina Cantalejo (* 1. März 1964 in Sevilla, Spanien) ist ein ehemaliger spanischer Fußballschiedsrichter. Er war ab 2002 internationaler FIFA-Schiedsrichter.

## Leben
Cantalejo, der im Hauptberuf Sportexperte ist, wurde bis zur Saison 2004/2005 neben einigen UEFA-Cup Partien bei drei Champions League Spielen eingesetzt. In der darauffolgenden Saison erhielt er wiederum drei Spiele des höchsten UEFA-Wettbewerbes und wurde mit einigen Qualifikationsspielen, unter anderem dem Relegationsspiel Australien – Uruguay, für die FIFA-Weltmeisterschaft 2006 beauftragt.
In der Saison 2005/06 leitete er das Finale des Copa del Rey in Spanien. In seinem Heimatland zählt er neben Manuel Mejuto González zum besten Referee, so dass er mit seinen Assistenten Victoriano Giraldez Carrasco und Pedro Medina Hernandez für die Fußball-Weltmeisterschaft berufen wurde, zunächst nur als Vertreter, nach dem Ausscheiden von González als einer von 21 eingesetzten Spielleitern.
Sein bis dahin größter Erfolg auf europäischer Ebene war die U21-Europameisterschaft 2004 in Deutschland. Hier leitete er das Finale zwischen Italien und Serbien und Montenegro.
Bei der Fußball-Weltmeisterschaft 2006 in Deutschland pfiff er die Partien Deutschland gegen Polen am 14. Juni 2006, Niederlande gegen Argentinien (0:0) und das Achtelfinalspiel zwischen Italien und Australien. 
Im Spiel Italien – Australien erregte er mit einem umstrittenen Elfmeterpfiff für Italien – dem spätesten in der WM-Geschichte, wenige Sekunden vor dem Spielende, nach Expertenmeinung (Urs Meier) aber vertretbar – für Aufsehen. Der Elfmeter führte zum Tor für Italien und zum Ausscheiden Australiens.
Cantalejo gehörte zu den 12 Schiedsrichtern, die nach dem Achtelfinale im Turnier verblieben. Er leitete danach die Viertelfinalbegegnung Brasilien gegen Frankreich (0:1).
Im Finale der Weltmeisterschaft 2006 zwischen Italien und Frankreich wurde er als vierter Offizieller eingesetzt. In der 110. Spielminute meldete er dem Schiedsrichter Horacio Elizondo (Argentinien), einen Kopfstoß von Zinédine Zidane an Marco Materazzi wahrgenommen zu haben. Zidane sah daraufhin die rote Karte.
Nach dem Spiel berichteten übereinstimmend beide Trainer, Marcello Lippi (Italien) und Raymond Domenech (Frankreich), Cantalejo habe die Tätlichkeit erst auf einem TV-Gerät gesehen. Der Anwendung eines – im Fußball so irregulären – Videobeweises wurde allerdings nach dem Spiel seitens Cantalejo und der FIFA offiziell widersprochen.
Cantalejo leitete das Finale des UEFA-Pokals 2008/2009 zwischen Schachtar Donezk und Werder Bremen am 20. Mai 2009 in Istanbul (2:1 n. V.). Unterstützt wurde er dabei von seinen Landsleuten Jesús Calvo Guadamuro und Roberto Díaz Pérez del Palomar an den Linien und Alfonso Perez Burrul als Vierter Offizieller.